# Падре (Аризона)
Падре (англ. Padre Ranchitos) — переписна місцевість (CDP) в США, в окрузі Юма штату Аризона. Населення — 133 особи (2020).

## Географія
Падре розташований за координатами 32°38′59″ пн. ш. 114°38′30″ зх. д. / 32.64972° пн. ш. 114.64167° зх. д. (32.649591, -114.641584).  За даними Бюро перепису населення США в 2010 році переписна місцевість мала площу 0,75 км², уся площа — суходіл.

## Демографія
Згідно з переписом 2010 року, у переписній місцевості мешкала 171 особа в 42 домогосподарствах у складі 38 родин. Густота населення становила 228 осіб/км².  Було 46 помешкань (61/км²).
Расовий склад населення:
| - 54,4 % — білих - 5,8 % — азіатів - 2,3 % — корінних американців - 0,6 % — чорних або афроамериканців - 26,9 % — осіб інших рас |

До двох чи більше рас належало 9,9 %. Частка іспаномовних становила 78,4 % від усіх жителів.
За віковим діапазоном населення розподілялося таким чином: 34,5 % — особи молодші 18 років, 56,7 % — особи у віці 18—64 років, 8,8 % — особи у віці 65 років та старші. Медіана віку мешканця становила 31,1 року. На 100 осіб жіночої статі у переписній місцевості припадало 94,3 чоловіків;  на 100 жінок у віці від 18 років та старших — 103,6 чоловіків також старших 18 років.
За межею бідності перебувало 74,6 % осіб, у тому числі 100,0 % дітей у віці до 18 років та 0,0 % осіб у віці 65 років та старших.
Цивільне працевлаштоване населення становило 51 осіб. Основні галузі зайнятості: сільське господарство, лісництво, риболовля — 47,1 %, мистецтво, розваги та відпочинок — 17,6 %, публічна адміністрація — 7,8 %, роздрібна торгівля — 5,9 %.